# شمال أكتون (محطة مترو أنفاق لندن)
شمال أكتون (بالإنجليزية: North Acton)‏ هي إحدى محطات مترو أنفاق لندن. تقع على خط سينترال أفتتحت في المنطقة (Zone) رقم 2 و3 أفتتحت في 05 نوفمبر 1923.

## معرض صور

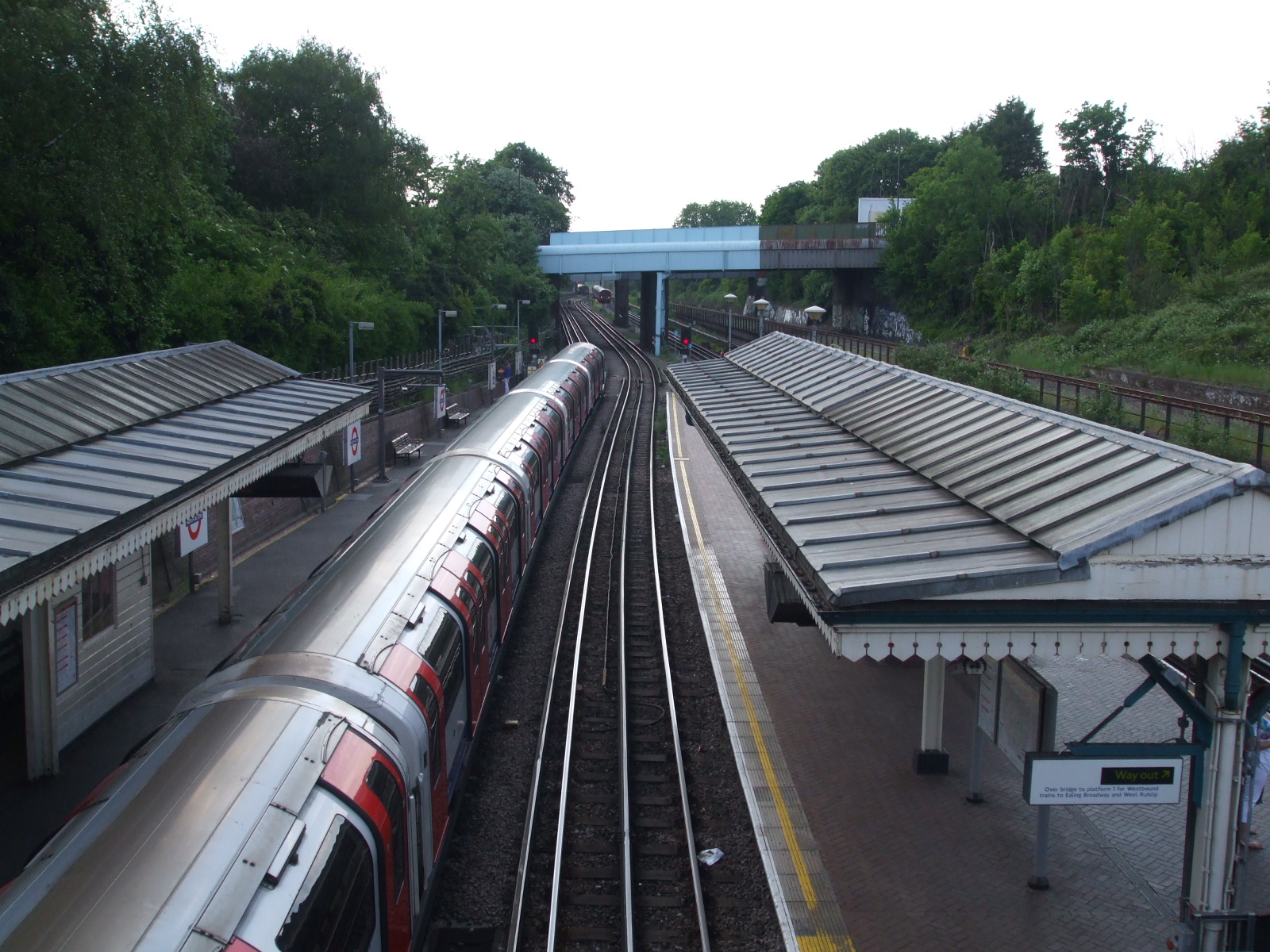
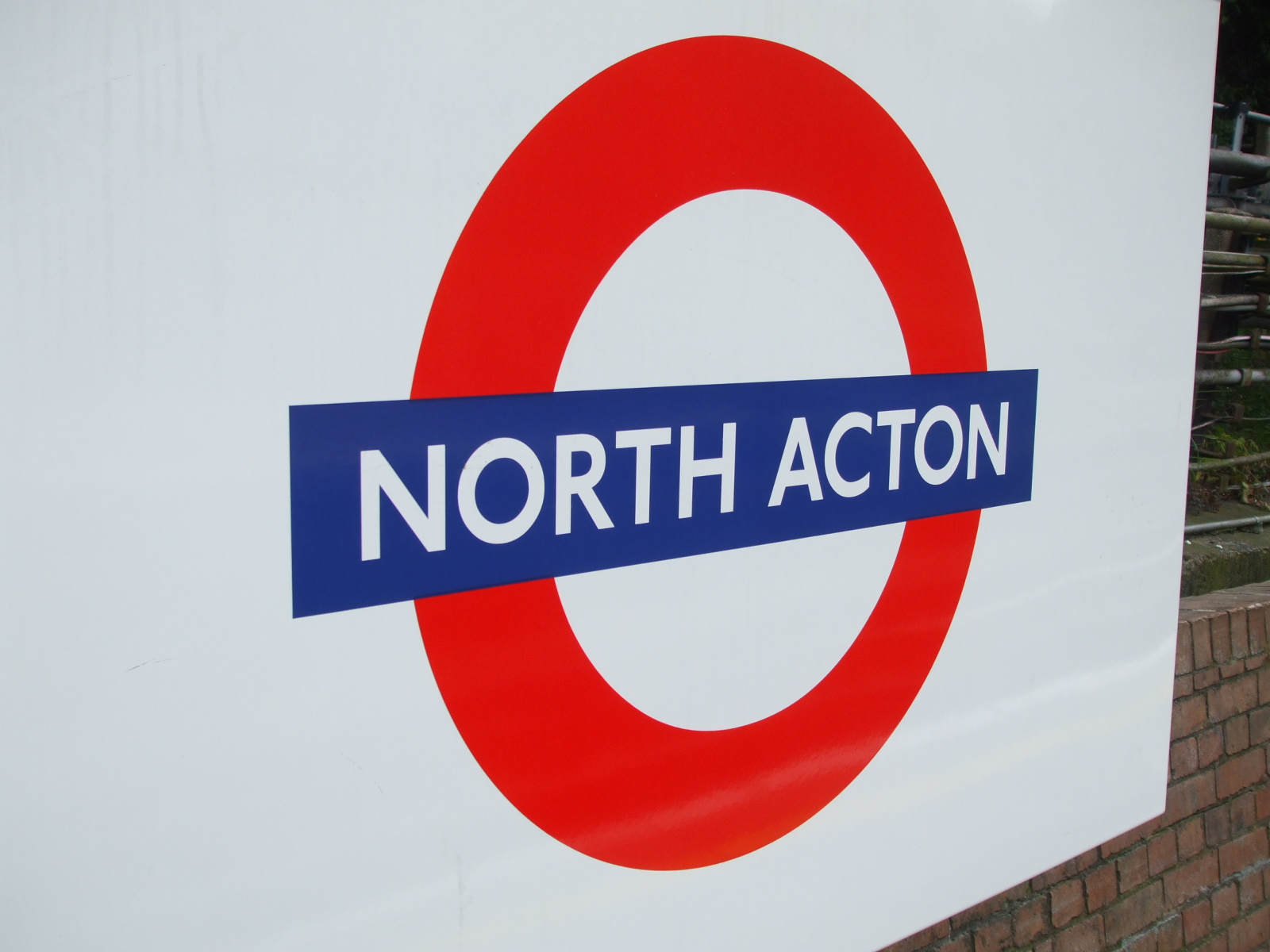
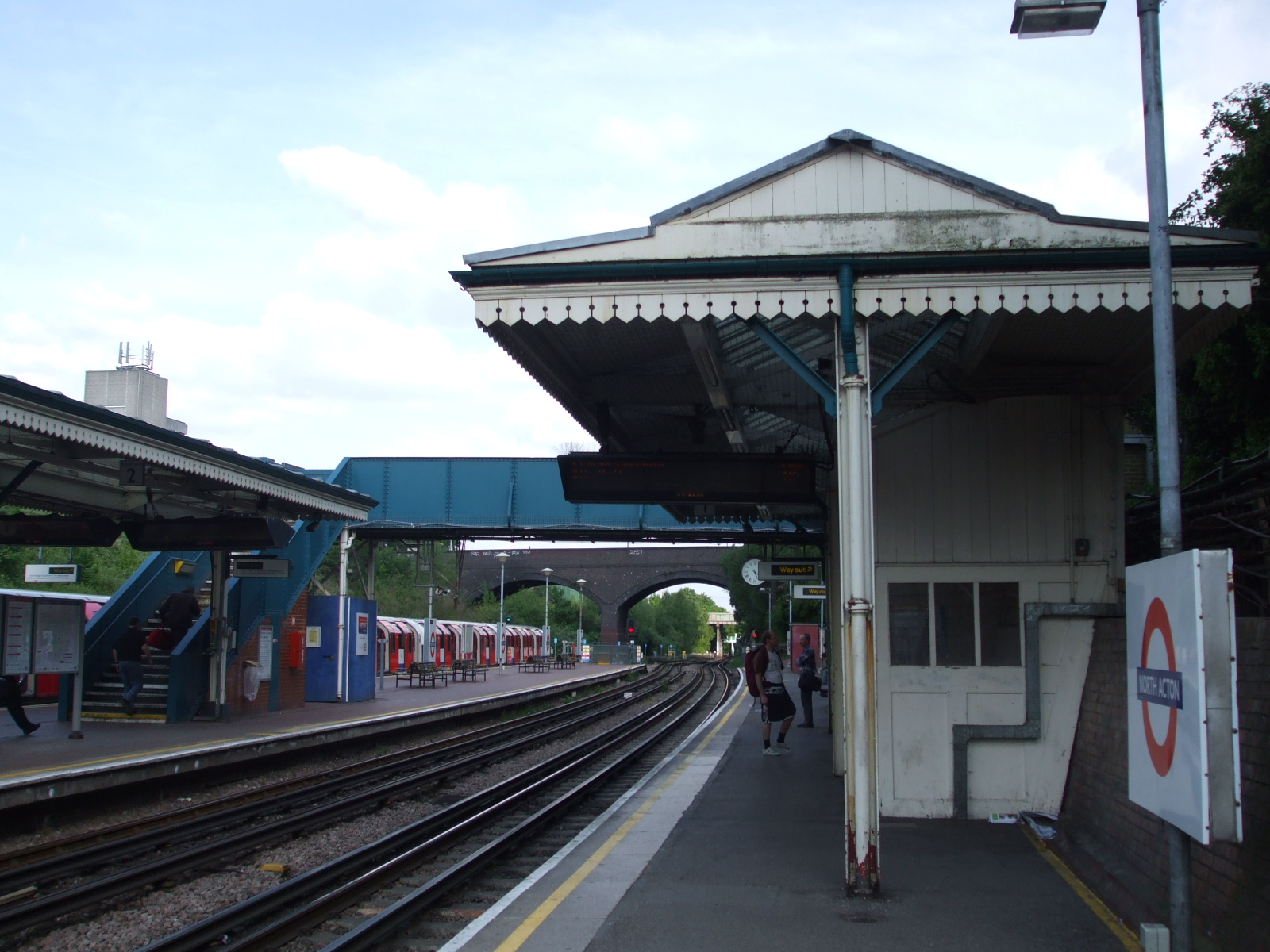
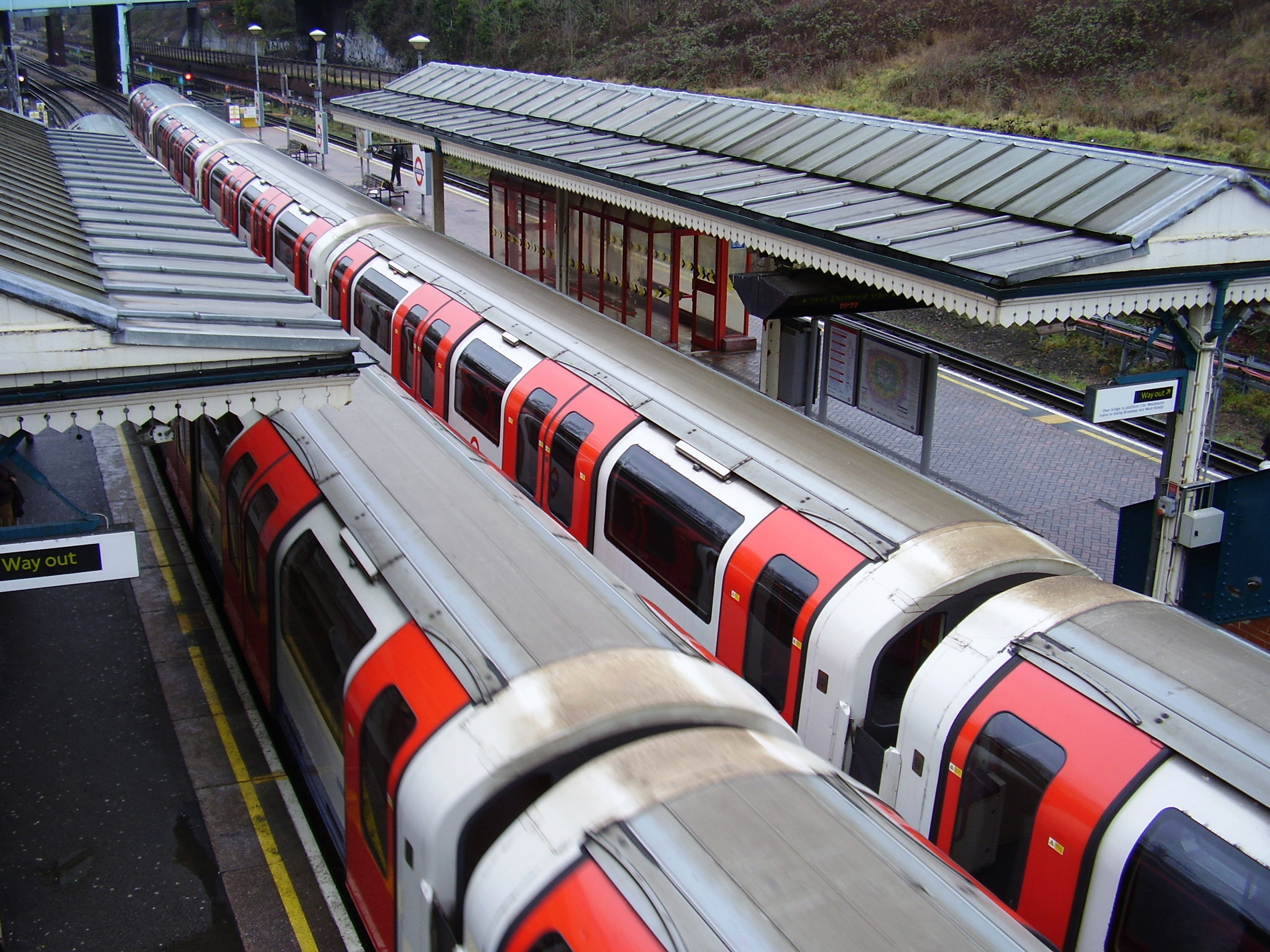
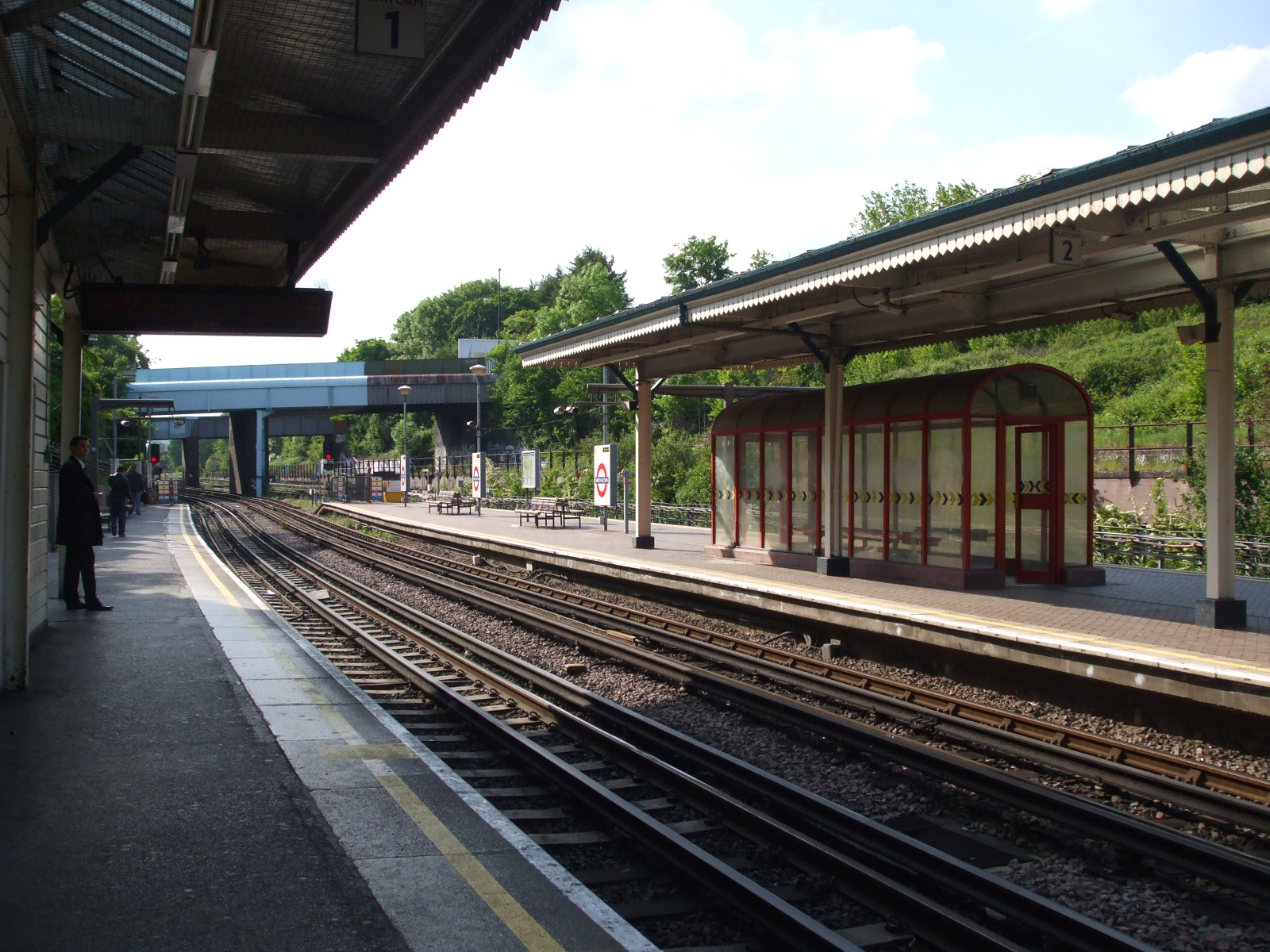